# Flavoxate
Le flavoxate est un médicament utilisé pour traiter l'hyperactivité vésicale.

## Usage médical
C'est un antispasmodique et anticholinergique qui augmente la capacité de la vessie et diminue la fréquence urinaire,.
Outre l'hyperactivité vésicale , il peut être utilisé pour les symptômes d’une infection de la vessie . Le médicament est pris par voie orale.

## Effets secondaires
Les effets secondaires de ce médicament comprennent une sécheresse de la bouche, une diminution de la transpiration, des maux de tête, une vision floue, une constipation, une rétention urinaire, un dysfonctionnement sexuel, des palpitations ou de l’agitation. Bien qu’il n’existe aucune preuve de danger pendant la grossesse de ce médicament, une telle utilisation n’a pas été bien étudiée. 

## Histoire
Le médicament a été approuvé pour un usage médical aux États-Unis en 1970. Il est disponible sous forme de médicament générique. Au Royaume-Uni, 90 comprimés de 200 mg coûtaient au NHS environ 12 livres sterling en 2021. Aux États-Unis, ce montant coûte environ 48 dollars américains .